# Giuditta e l'ancella con la testa di Oloferne
Giuditta e l'ancella con la testa di Oloferne è un dipinto tempera, oro e argento su tavola (30,6x19,7 cm) attribuito ad Andrea Mantegna, databile al 1495 circa e conservato nella National Gallery of Art di Washington.

## Storia
Il dipinto viene datato per confronto con tavole a grisaille analoghe con soggetti veterotestamentari, prodotte tra il 1495 e il 1500 circa.
L'opera faceva forse parte dei pezzi della quadreria Gonzaga acquistati da Carlo I d'Inghilterra nel 1628. Scambiato a William Herbert, conte di Pembroke, passò in eredità ai suoi eredi finché non venne venduto sul mercato londinese nel 1917. Dopo vari passaggi di proprietà approdò a New York, dove venne acquistato da Joseph E. Widener nel 1923. Nel 1942 venne donato al museo.

## Descrizione e stile
La piccola tavola, di attribuzione controversa, è forse un esercizio di stile del maestro, che qui diede un'interpretazione pacata del tema, usato anche, con composizioni diverse, in un'altra tavola a monocromo alla National Gallery of Ireland, in una tela nel Montreal Museum of Fine Arts  e in un disegno al Gabinetto dei disegni e delle stampe degli Uffizi.
La tavola di Washington è costruita su colori brillanti e variegati, quasi come una miniatura. Sotto la tenda rosea di Oloferne, di cui si intravede un piede sul giaciglio, sta in piedi Giuditta che ha appena assolto il suo compito, decapitandolo: con la mannaia ancora in mano, sta deponendo la testa del tiranno in un sacco, tenuto da un'ancella. Il pavimento è scheggiato in lastroni di terra e roccia che compongono una griglia prospettica in diagonale.